# محمد يلدز (سياسي)
محمد يلدز (بالألمانية: Mehmet Yıldız)‏ هو سياسي ألماني وتركي، ولد في 2 أكتوبر 1977 في قيصرية في تركيا. حزبياً، نشط في حزب اليسار. وقد انتخب عضو البرلمان هامبورغ (2 مارس 2015 – ) وانتخب عضو برلمان هامبورغ ‏.